# Pura Laksana
Pura Laksana is een bestuurslaag in het regentschap Lampung Barat van de provincie Lampung, Indonesië. Pura Laksana telt 3633 inwoners (volkstelling 2010).